# Evaristo Manero Pineda
Evaristo Manero Pineda (Alicante, 9 de octubre de 1875- Alicante, 3 de septiembre de 1936) médico, profesor y político, que fue presidente del Ilustre Colegio de Médicos de Alicante y presidente de la Caja de Ahorros y Monte de Piedad de Alicante.

## Biografía
Hijo del histórico médico Evaristo Manero Mollá, estudió Medicina en la Universidad de Valencia. Finalizados los estudios regresa a Alicante y trabajó para la Beneficencia local y provincial donde se estableció como interino. Además fue profesor de Educación Física en la Escuela Normal de Alicante desde 1915. En 1917 fue elegido por primera vez presidente del Colegio de Médicos y volvería a ser elegido en 1921 y 1926. En sus Juntas formaron parte Martín de Santaolalla padre e hijo, Ladislao Ayela, Gabriel Montesinos, Adolfo Sapena, Luis Delgado de Molina , Juan Sebastiá, Ángel Vilaplana, José Abad, Eduardo Amorós, Álvaro Campos, Rafael Ramos, José Sánchez San Julián, Joaquín Santo, José Gadea Beneyto y Fco Bonmatí entre otros
Destacar que en su mandato inauguró el Colegio un nuevo local en la calle Padilla nº 6 primer piso, con la asistencia del ilustre Juan Peset que dio una conferencia, se creó con otras provincias la Mutua Médica de Levante y se produjo el debate sobre la interinidad de los puestos de trabajo del Hospital provincial y las suplencias que estalló durante su último mandato; Manero presentó su dimisión en 1927 por la precaria situación en la que se encontraban los médicos interinos –incluido él-  en el Hospital de la Diputación y junto al vicepresidente Ángel Pascual Devesa, el secretario Eduardo Mangada, José Buades, José Martí y el resto de médicos interinos contratados por la Diputación a quienes no se les sacaba las plazas a concurso, se enfrentaron al grupo liderado por Gonzalo Mengual que no querían que el Colegio interviniera en defensa de nadie.
De ideología liberal conservadora en el año 1924 fue diputado provincial por el distrito de Elche-Alicante, y formó parte junto a Pascual Mas y Mas de la comisión que acompañó al entonces presidente de la Diputación Provincial de Alicante Juan Grau Vilalata, a Valencia para debatir, junto a representantes de la provincia de Castellón el Anteproyecto de Estatuto de la Mancomunidad Valenciana y que los alicantinos no apoyaron, por lo que el presidente Grau quedó en minoría y dimitió. Después Manero, en 1925 fue nombrado por el gobernador durante la dictadura de Primo de Rivera diputado provincial y aprovechó para denunciar la insalubridad de las aguas estancadas de la Albufereta, peligrosas para la población de la –entonces- partida rural que allí había. Por aquellos años le encargó la construcción de su casa familiar al arquitecto Francisco Fajardo Guardiola al final de la Rambla donde vivió con su extensa prole.
Fue Cónsul Honorario de la República Dominicana en Alicante.
Apasionado por los caballos y los coches de caballos, llegó a tener una importante colección. Como anécdota, tuvo el honor de prestarle al Ayuntamiento de Alicante un coche de caballos para la visita del Presidente de la República (D. Niceto Alcalá Zamora) a la ciudad en 1932.
Murió en 1936 habiendo comenzado la Guerra Civil Española y teniendo incautados todos sus bienes inmuebles.